# マーヴル・スーパーヒーローズ
『マーヴル・スーパーヒーローズ』（MARVEL SUPER HEROES）は、1995年9月に稼働開始したカプコンのアーケード用2D対戦型格闘ゲーム。CPS-2基板として出荷された。マーヴルのクロスオーバーシリーズの『インフィニティ・ガントレット』を原作とし、ゲームとしては『エックス・メン チルドレン オブ ジ アトム』の続編に当たる。
ゲーム誌『ゲーメスト』（新声社）誌上で行われた「第10回ゲーメスト大賞」（1996年度）において特別賞を獲得、その他にベスト対戦格闘賞で8位、年間ヒットゲームで28位を獲得した。
後にセガサターンとPlayStationに移植され、『マーベルVSカプコン ファイティングコレクション アーケードクラシックス』では本作が収録されている。
なお本項においてはゲームタイトルおよび当時の記述に基づき、表記をマーベルではなくマーヴルに統一する。

## システム
マーヴル・コミックのスーパーヒーローとヴィラン（悪役）たちが、それを持つものに無限の力を与えるという「インフィニティ・ジェム」を求めて闘いを繰り広げる本作は、前作『X-MEN』の派手さはそのままに、よりシステムを洗練させている。特徴的なのは、相手を上空にはじき飛ばしさらに追撃する「エリアルレイヴ」で、これは後の『MARVEL VS. CAPCOM』シリーズに引き継がれることになった。一方で、永久コンボがいくつも見つかるなど対戦バランスの調整に課題を残した。

### スーパージャンプ
高さ2画面分にも及ぶ大きなジャンプ。次に述べる「エリアルレイヴ」（AERIAL RAVE）の要素となる。

### エリアルレイヴ
後のシリーズを方向付けることになった特徴的なシステム。エリアルレイヴとは、端的に言えば空中連続技のことで、相手を空中に跳ね上げそれをスーパジャンプで追いかけて追撃する連続技のことを呼ぶ。日本国外版では「AIR COMBO」（エアコンボ）と呼ばれる。
各キャラクターの通常技の中には、それぞれ相手を上方向へ大きく吹き飛ばす特性を持っているものが存在し、これらは「エリアル始動技」と呼ばれる。エリアル始動技は、相手へヒットさせた瞬間にレバーを上に入力するだけで自動でキャンセルからのスーパージャンプに移行できるため、吹き飛ばした相手を追いかけての追撃を容易に行なえる。さらに、スーパージャンプ中は一部のキャラクターを除いて「弱P→弱K→中P→中K→強P→強K」の順に攻撃をつなげる「6ボタンチェーンコンボ」が可能であり、エリアル中にこの特性を生かすことで、華麗な多段連続技を決めることが可能。
エリアルヒットマークのエフェクトが正式に追加されたのは『X-MEN VS STREET FIGHTER』からであり、今作では他の通常技のエフェクトと同じである。
前作『X-MEN』でも、空中連続技自体は向き不向きはあれ全てのキャラクターで工夫次第で可能であったが、エリアルレイヴという名称となり、システムとして正式に体系化されたのは今作からである。
前作のシステムで、そのキャラクター独自の特殊効果を発揮できる「キャラ特性」を使うにはゲージを消費したが、本作ではウルヴァリンの「ヒーリングファクター」や「飛行」など、コマンドを入力すればゲージを使用せずとも発動できる。なお、前作では「飛行」中でも空中ガードが可能であったが、本作では不可能になった。

### インフィニティ・ジェム
原作に登場する、無限の力を持つ「インフィニティ・ジェム」であるが、ゲーム中では使用キャラクターの性能を一定時間アップさせる効果がある。全ジェム共通のコマンドを入力することで使用可能で、キャラクターが複数のジェムを持っている場合は、事前に専用のボタン操作で使用順の入れ替えもできる。
存在するジェムは以下の6つ。
- パワー - 攻撃力が上がり、通常技に削り効果が追加される
- タイム - 移動速度が上昇する
- スペース - スーパーアーマー（単発攻撃をくらってものけぞらない）状態になる
- リアリティ - 攻撃ボタンを押すごとに、火の玉やつららなど、各ボタン対応の飛び道具を同時に飛ばす
- ソウル - 体力が一定量、徐々に回復する
- マインド - インフィニティ・ゲージ（後述）が一定量、徐々に増加する

これらの効果に加え、各キャラクター（隠しキャラクターを除く）には「得意ジェム」がそれぞれ1種類あり、通常の効果に加えてさらに特殊効果を得ることができる。ただし、パワージェムが得意ジェムの場合、攻撃力上昇の効果はなくなり、そのキャラクター固有の特殊効果のみが現れる。例えば、スパイダーマンの得意ジェムはパワーで、使用すると自分の分身を発生させる効果がある。
ジェムを使用する際近くに相手がいれば、与えるダメージはわずかながら相手を吹き飛ばせる。また、相手の攻撃をガードしている最中にも使用でき、ガードをキャンセルして相手の攻撃を打破するのに使える。これを「ジェム・カウンター」と呼ぶ。
ジェムは、対コンピュータ戦では、初期状態の1個から特定ステージの相手を倒して勝ち進むごとに所持個数が増えていく。対人戦では、各ラウンドごとのファーストアタック発生時にそれを行なった側へ、または両キャラクターそれぞれの体力が一定量をきった時にそのキャラクター側へ、ジェムが新たに降ってくる。どちらの場合も、相手キャラクターに必殺技をヒットさせれば相手のジェム（そのとき使用待機状態にあるもの）を落下させることができるため、試合中のジェムの奪い合いが可能。前述のジェム・カウンターのヒット効果は必殺技と同じで、くらった相手は持っているジェムを落とす。
なお、最終ボスのサノスのみ、必殺技をくらってもジェムを落とさないという特性があるため、サノスからジェムを奪うにはインフィニティ・スペシャルをヒットさせなければならない。
各種ジェムは自分相手問わず1試合につき1回しか使うことができない。

### インフィニティ・ゲージ
体力ゲージの下にある別のゲージは「インフィニティ・ゲージ」と呼ばれ、攻撃を出したりダメージを受けたりする度に溜まっていき、これが溜まりきると強力な必殺技「インフィニティ・スペシャル」、ガード中に相手に反撃できる「インフィニティ・カウンター」を使うことができる。
インフィニティ・ゲージは、溜まりきるとストックとして保持することができ、ストックの数だけインフィニティ・スペシャルまたはインフィニティ・カウンターを使用できる。ストックの上限はキャラクターごとに設定されており、強力なインフィニティ・スペシャルを持つキャラクターほどストック上限が少ない傾向にある。

## 2Pカラーについて
本作での2Pカラーはマーヴル側の指定により通常の1Pカラーと比べて大きな変化は見られないが、それでも前作『X-MEN』の時に比べマーヴルに信頼されている部分もあり、アイアンマンはシルバーセンチュリオンアーマー、ハルクはグレイハルクといった配色がなされている。マグニートーの場合は黄を基調とした色使いとなっており、これに関してはカプコンスタッフも許可が下りるとは思わず、驚いたという。なお、キャラクター選択画面で各キャラクターに対応したレバーを入れ続けることで、この2Pカラーを任意で選択可能である。

## ストーリー
かつてヒーローたちが倒したはずの強敵・サノスが死の女神デスの力で復活し、無限の力をもたらす宝石インフィニティ・ジェムを手に入れた。サノスはデスの寵愛を得るために全人類の半分を抹殺するなどの凶行を繰り返す。この宇宙的危機を救うためにヒーローたちが立ち上がり、サノスを倒すべく彼の宮殿へと向かった。

## 登場キャラクター
括弧内に英語版ウィキペディア内の各キャラクター記事へのリンクを示す。
ドクター・ドーム、サノス、アニタの3名は、アーケード版ではフリープレイ時に特殊な設定をした状態で、家庭用版では一度ゲームをクリアした後で、それぞれ隠しコマンドを入力することで操作キャラクターとして使用可能になる。
ヒーロー側のキャラクターおよびアーケード版のアニタは、サノスを倒すと石化させられたヒーローたちをジェムの力で助けるデモが挿入された後にエンディングに移行する。

### ヒーロー
キャプテン・アメリカ (Captain America)
声 - カハル・J・ドット
第二次世界大戦中、対ナチス・ドイツのために志願して特殊血清を投与され、超人兵士となった。ヒーローチーム「アヴェンジャーズ」のリーダーであると同時に、マーヴル・ユニバースの全てのヒーローたちのリーダー的存在である。
ハルク (Hulk)
声 - アンドリュー・ジャクソン
科学者ブルース・バナー博士が実験の失敗でガンマ線に曝されて突然変異した、怪力を持つ緑の肌の大男。マーヴル・ユニバース最強のパワーを持つ。
アイアンマン (Iron Man)
声 - クリス・ブリットン
ベトナム戦争で心臓に重傷を負い、生命維持装置として科学の粋を集めたパワードスーツを身につけている。アヴェンジャーズの一員としてキャプテン・アメリカらと共に戦う。
スパイダーマン (Spider-Man)
声 - パトリック・シルヴァース
放射線を浴び突然変異した蜘蛛に噛まれ、蜘蛛の能力と怪力を手に入れた。力に慢心するが、それが原因で保護者である叔父を失うこととなり、以後は正義のためにその力を振るう。
ウルヴァリン (Wolverine)
声 - カハル・J・ドット
前作から引き続き登場。手の甲から飛び出す爪と超回復能力を持つミュータントで、ヒーローチーム「X-メン」のメンバー。ウェポンX計画と呼ばれる謎のプロジェクトの実験体で、爪を含めた全身の骨格に最強の金属アダマンチウムを移植されている。
前作でのXパワーだった「バーサーカーチャージ」は削除され（ただし『マーヴル・スーパーヒーローズ VS. ストリートファイター』で復活）、「ヒーリングファクター」はその時に受けたダメージの何割かを即座に回復する仕様に変更された。
例えば受けたダメージを100ポイントとしてその直後にその分から20ポイント回復すれば結果的に(100-20=)80ポイントのダメージで抑えられる。ただし、受けた時点での残りライフが100よりも多くなければK.O.（＝敗北）となってしまう。
サイロック (Psylocke)
声 - キャサリン・ディッシャー
前作から引き続き登場。サイキック・ブラストと忍術で戦うX-メンのメンバー。イギリス人のサイオニック（精神能力者）で、アクシデントで東洋人の女忍者カンノンと身体が入れ替わってしまっている。

### ヴィラン
ジャガーノート (Juggernaut)
声 - リック・ベネット
秘境で発見した宝石の魔力により巨体と強靱な肉体、怪力を手に入れた。X-MENの指導者プロフェッサーXの義兄である。粗暴で知性に欠ける。
前作では中ボスとして登場し、セガサターン版で条件を満たさなければ使用することができなかったが、アーケード版では本作が初めて操作キャラクターとしての登場となった。『インフィニティ・ガントレット』原作には登場しない。前作と異なり通常攻撃でも相手の体力を削ることができる性質は本作ではない。プレイヤー使用キャラクターに選ぶとステージに持ち上げて相手に投げることができるオブジェクトが配置される。
エンディングはキャラクターによって落差があるが、ジャガーノートのエンディングに関してはスタッフからは「お笑い担当」とされており、マーヴル側から「クールアイディア」と絶賛されていた。
マグニートー (Magneto)
声 - ローン・ケネディー
磁力を自在に操る最強のミュータント。ミュータントによる人類の支配を是とし、X-MENとしばしば対立する。前作では最終ボスとして登場し、アーケード版とセガサターン版共に使用はできなかったが、本作では初めて操作キャラクターとしての登場となった。『インフィニティ・ガントレット』原作に娘であるスカーレット・ウィッチが登場するが、マグニートーは登場しない。
ブラックハート (Blackheart)
声 - ジェームズ・ウールヴェット
地獄の支配者メフィストの息子。メフィストを倒して支配者の座を奪おうとするがかなわず地獄を追放され正気を奪われる。ゴーストライダーの宿敵。『インフィニティ・ガントレット』原作には父メフィストが登場するが、ブラックハートは登場しない。
シュマゴラス (Shuma-Gorath)
声 - フランク・ぺティ
異次元の神。ゲームでは本体である1つ目のタコのような姿で登場する。本作の登場以前は、カメオ登場を除くと『ドクター・ストレンジ』原作でストレンジと2回しか対決していない（対峙も含めれば3回）という非常にマイナーなキャラクターであり、カプコンが使用許可を求めた際にマーヴル側の担当者もその存在を知らなかった、またその上でマーヴル側の制約もほとんどなく比較的自由にキャラ付けが行えた、という逸話がある。その過程で原作で描かれていた硬質的な皮膚ではなく軟体生物的な皮膚になっている。『インフィニティ・ガントレット』原作にも登場していない。
本作の日本語版においてはスタッフの口癖からでしゅましゅ調になり、語尾に「シュ」が付くようになっている。
ドクター・ドーム (Doctor Doom)
声 - ローン・ケネディー
本作の中ボス。東欧のラトベリア王国の、鎧とマントと鉄仮面を身に付けた科学者にして、独裁政治で国を統治する専制君主。アイアンマン同様、特殊な力でなく科学技術を用いた戦いを行う。人一倍の権力欲と独占欲の持ち主であり、全世界を支配する野望を抱く。ファンタスティック・フォーの宿敵であり、大学ではリード・リチャーズの同級生だったが実験の失敗で退学になったことでリードを逆恨みしている。『インフィニティ・ガントレット』原作ではヒーローたちの味方として登場するが、隙あらばジェムを我が物にしようと企んでいる。なお、本作中ではドクター・ドゥームではなく「ドーム」と表記されている。
サノス (Thanos)
声 - アンドリュー・ジャクソン
本作の最終ボス。「狂えるタイタン人」と呼ばれ、破壊を好む残忍な性格。過去にヒーローたちと闘って死亡するも、死の女神ミストレス・デスの力によって蘇る。サノスはデスの寵愛を受けるため、インフィニティ・ジェムを手に入れるために破壊を繰り返す「狂神」と化す。

### 隠しキャラクター
アニタ (Anita)
カプコンの格闘ゲーム『ヴァンパイア』シリーズからのゲストキャラクター。日本国内版のみ登場し、国外ではアーケード・家庭用ともに使用不可だったが、後の『Origins』で欧米でも使用可能になった。
『ヴァンパイア ハンター Darkstalkers' Revenge』にてダークハンターのドノヴァン・バインと行動を共にしていた、心を閉ざした幼い少女。原作では戦わなかったが、本作ではアニタ自身が超能力とドノヴァンの魔剣ダイレクを使って闘う。ただし彼女の使用する剣はドノヴァンの物よりも一回り小さく、また刀身もピンク色でリボンが付けられている。コンピュータが操るキャラクターとしては登場しない。また、本作ではプレイヤーキャラクターとしての登場以外にも、対戦勝利時の特殊演出として、彼女の必殺技でも登場する豪鬼やリンリンらと共に出現することがある。
アーケード版では対戦画面や勝利メッセージ画面でサノスのグラフィック（ただし、BGMはサノスのものではなくジャガーノートのもの）が流用されていたが、家庭用移植版では対戦相手表示画面の上半身イラストのみ新規に描き下ろされ、対戦中の名前表示やサノスとの会話も修正された。勝利メッセージはアニタ本人の台詞ではなく、スタッフのメッセージやパロディ、ジョークなどで構成されている（ただし、欧米版ではサノスのセリフをそのまま流用）。固有のエンディングは用意されていない。彼女は落ち物パズル『スーパーパズルファイターIIX』の家庭用版にも登場し、本作と同じく「ラブフォーユー」を使う。フィニッシュ時に技名が表示されるなど、本作を意識した演出となっている。
※なお、アーケード版でも商業稼働では行えない特殊操作により、サノス、ドクター・ドーム、アニタの3名は使用可能となる。

## 開発
アメリカではX-MENがメジャーだが日本ではそれほどでもないということと、スパイダーマンやハルクなど日本でも人気のある独立タイトルを持つ人気ヒーローたちが競演するとあって、『インフィニティ・ガントレット』がベースストーリーに選ばれた。なお、キャラクター選択は前作と同じくキャラクターの知名度よりも見た目の分かり易さが重視され、その結果原作には登場しないサイロックやシュマゴラスなどが選ばれている。またヴェノムやガンビットは候補に上がりながらも没になっている。
なお、カプコンのシークレットファイルの創刊号は本作で準備されており、刊行に当たってカプコンが見せたイラストがマーヴル側に認められ、以降カプコンがメインビジュアルのイラストなどを描くことを許可されるようになったが、事情によりシークレットファイル自体は刊行されなかった。
プログラマーの堀崇真は前作『X-MEN』の隠しキャラクターである豪鬼に続いて何か仕込んでおきたいと考え、少ないデータ量で作れるかもしれないということでアニタを入れることになった。堀はマーヴルとのライセンス契約上、アニタを基板の中だけのデータに留めて表に出さないつもりでいたが、マーヴルに発覚後もお咎めはなくコンシューマー版で正式な隠しキャラクターとして登場することになった。
本作と前作『X-MEN』の開発はほとんど同時進行で行われていた。

### スタッフ
- プランナー：手塚武、T.IIJIMA、TOMICHIN∞（冨田篤）、KIYOSHI NISHIKAWA、KEI HIRATOU、SATORU KIMURA
- プログラマー：TARABAR-BLACK（堀崇真）、AOI-PEACH、KAW-K・MARIchan（川瀬学）、SILVER-KADONTZ（葛野誠）、NOBU-SASAMI、Knishi-"MadDogMc"、PON、DNA、FRK、YAMA、UENO（上野智弘）、YOUJI（三上陽司）
- オブジェクト
  - サノス：THING・SAKASHITA（坂下眞司）、D-KURITA（來田大介）、高坂隆之、MASAKO・SATOH
  - ドクター・ドーム：S・YAMASHITA、INO（伊野英樹）、SEICO.KAWAKAMI
  - ウルヴァリン：AKIMAN（あきまん）
  - スパイダーマン：ARAHIJUF、RUMI YAMAGUCHI、T・SHIRAHAMA
  - キャプテン・アメリカ：田中昌昭、CHIMORIN SHOGUN（千本啓五）、MISAKO・YAMAMOTO
  - サイロック：ERIPYON・N（中村会里）
  - ハルク：石井誠、TAKECHAN（竹本勝紀）、MIWA、KANAKO・TAKAMI
  - アイアンマン：YOSHINO HIROAKI、KIAI RYUKEN、YUKIKAZE、YOU・TEN・NAKANO（中野雄天）、丸野豊、CEPEZOU、MIMURA KENJI、K.TOKUNAGA、E・MURABAYASHI、RIKA。、福田直樹、TAKEP、HENOHENO、YUKI
  - マグニートー：A.IWASAKI（岩崎篤嗣）
  - シュマゴラス：M・TSUJIMOTO、JUN MATSUMURA27（松村淳）、SHINYA・M（宮本慎弥）、KAKO、近藤正規
  - ブラックハート：ALIEN.POLE、FNYACO・F・FNYAO（藤井紀秀）、DWAY NISHIMURA（西村マサル）、OYABIN
  - ジャガーノート：見延浩明、R・SATO、川中員子
  - エフェクト：NTENGM・NAKATANI、SAGATA（相方貴文）、TANUKI（西尾仁志）、KIMO KIMO（木本壮紀）
- スクロール：KONOMI、BUPPO（小林美保）、SHIBATA KAYOKO、中川大輔、YUMIKO、TAKAPON、AKIKO MATSUNAGA、SATOMI ISHII、R.K、T.YOICHI、M
- ミュージックコンポーザー：ANARCHY"TAKAPON"（岩井隆之）、YUKI"WEWE"SATOMURA（岩井由紀）、ZUZUKI TATSURO-（鈴木達郎）
- サウンドデザイン：PICARD MIJ、Satoshi"AYANO"Ise（伊勢聡）、Ryoji
- ボイスデザイン：Hiroaki "New-X?" Kondo（近藤広明）
- サウンドデザイン：Arcade Sound Team
- アナウンサー：ローン・ケネディー
- スペシャルサンクス：USA STAFF、SHIRAIWA、Alex Jimenez、Eric Luthr、Phil Reed

スタッフロールの後に「In memory of Jack "King" Kirby」と、1994年に死去したジャック・カービーへの追悼文が記載されている。

## 評価
日本国外では絶賛されていたが、日本ではそれほどヒットしなかったため、開発スタッフは「アメリカではヒットした」という報告にもそれほど手応えを感じなかったという。また、開発の段階でマーヴル側から許可が下りなかった技などに関してもしつこく許可を求めたことから「キャラクター作りは最高だがライセンス先としては最悪の会社」と言われたというが、制作したキャラクターに関しては大変褒められ、スパイダーマンは「今までのあらゆるメディアの中で一番凄いスパイダーマンらしい動きだ」と言われたという。

## 移植版
セガサターン版とPlayStation版は、どちらもキャラクターの動きのアニメパターンの削減が目立っており、解像度の関係で画面構成も少し異なっている、SS版では顔グラフィックが体力ゲージの下に表示され、PS版は体力ゲージがAC版の9分割から8分割へと変更された、加えて欧米版ではアニタが削除されている。
オープニングデモもアーケード版と一部異なり、キャラクター同士の対戦シーンが省略され代わりに、各キャラクターの勝利画面のバストアップに差し替えられている。
なお、セガサターン版の方は拡張RAMカートリッジ（別売り）に対応しており、使用すると読み込める画像枚数が増え滑らかな動きになるが、それでもなお完全再現には至らなかった。
2012年9月には、欧米のPlayStation Network（PlayStation 3）とXbox Live Arcade（Xbox 360）向けに、本作と『MARVEL VS. CAPCOM CLASH OF SUPER HEROES』の2作をカップリングした『Marvel vs. Capcom Origins』が配信された。アーケード版をベースにグラフィックの高画質化とネットワーク対戦に対応した他、欧米向け版として初めてアニタが使用可能になっていたが、カプコンとマーベルの契約終了に伴い2014年12月に配信終了した。
厳密にはコンシューマー機移植とは言えないが、家庭向けミニチュアアーケードゲームマシーンであるArcade1Upシリーズで北米向けに発売されている。収録されている筐体によって設定変更可能な項目などに差異はあるものの、ゲーム内容自体は英語版のアーケード版そのままでありROMデータを利用したエミュレータ実装となっている。以下の筐体に収録されている。
- Arcade1Up Marvel Super Heroes Arcade Machine[10]
- Arcade1Up Marvel vs Capcom Head-to-Head Arcade Table[11]
- Arcade1Up Marvel Super Heroes 2 Player Countercade[12]
- Arcade1Up Marvel vs Capcom Arcade Machine[13]
- Arcade1Up Marvel vs Capcom 2 Arcade Machine

## 関連商品
『ゲーメストムックVol.27 マーヴル・スーパーヒーローズ』
新声社から発売された攻略本。1996年3月23日発行。表紙はカプコンのスタッフ（あきまん）が描いたイラストが使われている。その中身は、攻略・スタッフの対談、投稿されたイラストコーナーなど、充実した内容になっている。
『マーヴル・スーパーヒーローズ アーケードゲームトラック』
Sony Recordsから1995年12月1日に発売されたオリジナルサウンドトラック。本編で使用されている全ての楽曲が収録され、ブックレットには音楽開発スタッフとゲーム開発スタッフの対談が収録されている。
『マーヴル・スーパーヒーローズ 公式ガイドブック』
アスペクトから1997年12月3日に発売された攻略本。スタジオベントスタッフ監修。PlayStation版とセガサターン版の両機種に対応。